# Karl Bettin
Karl Bettin (* 7. April 1930 in Bernsdorf (Oberlausitz); † 27. Mai 2022 in Vallendar) ist ein ehemaliger deutscher Politiker (SED). Er war Minister für Glas- und Keramikindustrie und Minister für Leichtindustrie der DDR.

## Leben
Bettin, Sohn eines Arbeiters, erlernte nach dem Besuch der Volks- und Mittelschule den Beruf des Maschinenbauers und arbeitete anschließend im Beruf. Von 1948 bis 1952 war er als Teilkonstrukteur bzw. Wärmetechniker bei der SAG Schwarzheide, im VEB Glas-Keramik Kamenz und im VEB Mitteglas Cottbus tätig. 1952/53 war er Betriebsingenieur im VEB Glaswerk Berlin-Friedrichshain, 1953/54 Oberreferent bei der VVB Glas Weißwasser.
1954 wurde er zum Brennstoffbeauftragter in der Staatlichen Plankommission beim Rat des Bezirkes Cottbus ernannt, von 1954 bis 1961 fungierte er dann als stellvertretender Leiter bzw. Abteilungsleiter Örtliche Wirtschaft bzw. Industrie im Rat des Bezirkes Cottbus. Ein 1955 begonnenes Fernstudium der Wirtschaftswissenschaften an der Hochschule für Ökonomie Berlin schloss Bettin 1960 als Diplomwirtschaftler ab. 1956 trat er der SED bei.
Von 1961 bis 1965 war er Vorsitzender des Wirtschaftsrates des Bezirkes Cottbus und von 1963 bis 1965 auch stellvertretender Vorsitzender des Rates des Bezirkes sowie Mitglied des Büros bzw. des Sekretariats der SED-Bezirksleitung Cottbus.
1963 wurde Bettin an der Hochschule für Ökonomie Berlin mit der Arbeit Grundfragen der Planung und Leitung des wissenschaftlich-technischen Fortschritts durch den Wirtschaftsrat des Bezirkes im neuen ökonomischen System der Planung und Leitung der Volkswirtschaft dargestellt am Beispiel der Möbelindustrie des Bezirkes Cottbus zum Dr. rer. oec. promoviert.
1965 wurde er Abteilungsleiter Glas und Keramik im Volkswirtschaftsrat, 1966 stellvertretender Minister und 1967 Staatssekretär im Ministerium für Leichtindustrie. Vom 29. November 1971 bis 22. November 1972 war er Minister für Glas- und Keramikindustrie und vom 22. November 1972 bis 15. Dezember 1978 Minister für Leichtindustrie der DDR. Offiziell schied er aus gesundheitlichen Gründen aus dieser Funktion aus. Ab 1979 war er als wissenschaftlicher Mitarbeiter im Zentralinstitut für sozialistische Wirtschaftsführung beim ZK der SED tätig.

## Auszeichnungen
- Vaterländischer Verdienstorden in Bronze (1969) und in Silber (1972)[2]
- Artur-Becker-Medaille in Gold (1977)
- Ehrentitel Verdienter Werktätiger der Leicht-, Lebensmittel- und Nahrungsgüterindustrie der Deutschen Demokratischen Republik (1978)